# Rockefeller Foundation
Rockefeller Foundation er en fremtrædende amerikansk filantropisk stiftelse, der blev grundlagt af John D. Rockefeller i 1913.
Fonden har hovedsæde i New York City og har bl.a. ydet bidrag til landbrug, sundhedsvæsen og miljøprojekter.
I 1949 etablerede fonden Rockefeller-fellowships, der gives til videnskabsfolk på ph.d.-niveau ved de førende universiteter i verden.